# Roberto Trompowski
Roberto Trompowski Leitão de Almeida (Desterro, 8 de fevereiro de 1853 – Rio de Janeiro, 2 de agosto de 1926) foi um militar e professor brasileiro de matemática, autor de livros didáticos.

## Biografia

Carta do Barão do Rio Branco para o Presidente Afonso Pena sobre a nomeação do então Coronel Trompowski como delegado na Convenção de Haia de 1907. Arquivo Nacional

Oriundo de uma família descendente de patrícios da Cracóvia, em sua terra natal teve a educação elementar, mudando-se para o Rio de Janeiro em sua juventude, ingressando no Colégio Militar do Rio de Janeiro. Concluindo o curso de tal escola, foi convidado a ministrar aulas na mesma como professor repetidor. Como capitão, foi assistente de geometria analítica e cálculo de Benjamin Constant. Doutor em matemática e ciências físicas pela Escola Militar em 1874.
Casou em 8 de fevereiro de 1887 com Luísa de Andrade Figueira, filha do Conselheiro do Império Domingos de Andrade Figueira. Do seu casamento nasceram quatro filhos: o primogênito viria a ser Ministro da Aeronáutica e a atingir o posto máximo da carreira: Marechal-do-Ar Armando Figueira Trompowsky de Almeida; os outros dois foram: Otávio Trompowsky Leitão de Almeida e Roberto Trompowsky Jr; a filha casou com o Almirante-de-Esquadra Adalberto Menezes de Oliveira.
Em 1889, passou a ocupar a cátedra da primeira cadeira da Escola Militar. Como fora ligado à corte de D. Pedro II, pediu demissão de sua cátedra em razão de eventos ocorridos na escola após a proclamação da República. Foi ele quem levou ao Imperador a exposição de motivos, redigidos por Deodoro da Fonseca, do levante republicano e o pedido de que a família imperial deixasse o país imediatamente. 

Retomou sua cátedra após autocrítica dos republicanos, em sua reforma de ensino na área militar, até o fechamento da escola em 1904 por causa da Revolta da Vacina. Foi então nomeado à revelia como professor da Escola do Estado Maior, declinando de tal honra em razão de não se tratar do ensino de matemática.O exército encerrou então sua carreira de professor e lhe deu outra função pública: adido militar na Inglaterra, Suíça e Itália, cargos de comando no Rio Grande do Sul (Cruz Alta, Alegrete e Porto Alegre) e finalmente passou a percorrer diversos países europeus estudando o funcionamento de seus estabelecimentos de ensino militar.

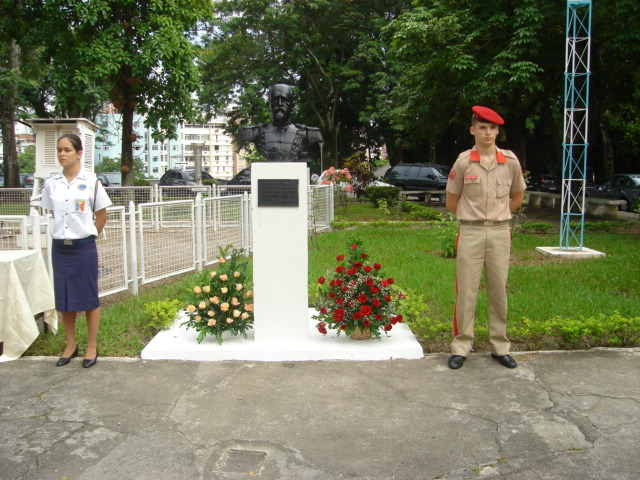
Busto do Marechal Trompowski, patrono do Magistério do Exército, ladeado por dois alunos de colégios militares (Fundação Osório e CMRJ).

Com o início da Primeira Guerra Mundial retornou ao Brasil e tornou-se inspetor do ensino militar brasileiro. Em 8 de fevereiro de 1919, aos 66 anos de idade, foi reformado compulsoriamente, no posto de marechal.

## Representação na cultura
O Decreto nº 51.429, de 13 de março de 1962, o designou Patrono do Magistério do Exército. Roberto Trompowski é hoje nome de uma rua e de um centro educacional em Joaçaba, de uma escola pública no Rio de Janeiro e de uma fundação ligada ao Exército. É patrono da Academia Catarinense de Letras. Além disso, a Biblioteca do Exército edita uma coletânea de livros didáticos chamada Coleção Marechal Trompowsky, adotada pelos Colégios Militares; existe uma associação de professores denominada Instituto de Docentes do Magistério Militar (IDMM), responsável pela entrega da Medalha Marechal Trompowsky a educadores, profissionais e personalidades que se destacam no ramo da educação, criada pelo decreto 33.245, de 8 julho de 1953. 
Em  5 de novembro de 2018, o decreto presidencial nº 9.554 autorizou o uso da Medalha Marechal Trompowsky.

## Obras
- Licções de Geometria Algébrica
- Licções de Geometria Differencial[1]
- Licções de Geometria Integral
- Desenho Geométrico Plano (em 3 volumes)
- Antologia Escolar (em 2 volumes)